# Casa Parreira Machado
A Casa Parreira Machado é um prédio histórico da cidade brasileira de Porto Alegre, capital do estado do Rio Grande do Sul.
Está localizada à Rua Duque de Caxias 1691, na área nobre mais antiga e tradicional de Porto Alegre, que se caracterizou por receber diversas residências aristocráticas nos séculos XVIII, XIX e início do século XX, e alguns dos prédios mais expressivos da cidade, como a Catedral Metropolitana, a Santa Casa de Misericórdia, a antiga casa de Júlio de Castilhos (hoje o Museu que leva seu nome), o Solar dos Câmara e o Palácio Piratini, além de diversos outros. Participando deste ambiente e desta história, a Casa Parreira Machado permanece como um belo representante da arquitetura residencial sofisticada da época.
Foi mandada construir em 1916 por D. Edelvira Parreira Machado, membro de uma tradicional família do Rio Grande do Sul. A família ali permaneceu até 1935, quando o imóvel foi alugado e passou a ser ocupado pelo Departamento Estadual de Estatística. Em 1943 a casa foi adquirida pelo Governo do Estado do Rio Grande do Sul. Em maio de 1972 o Departamento sofreu alterações e criou-se a Superintendência de Estatística e Informática, que em breve também passaria por uma reformulação para transformar-se na Superintendência de Planejamento Global, a qual igualmente teria vida curta. Logo em 13 de novembro de 1973, pela Lei n.º 6.624, toda sua estrutura e natureza foram novamente reformuladas e finalmente deu origem à atual Fundação de Economia e Estatística Siegfried Emanuel Heuser (FEE).
Em 1983 foi firmado um termo de compromisso para a preservação das características arquitetônicas internas e externas do prédio, e em 1985 toda a casa foi restaurada, mantendo-se sua feição original, considerada de interesse suficiente para que fosse tombada pelo Município em 20 de abril de 1990, inscrevendo-a no Livro Tombo sob o n.º 34.
Sua fachada tem arquitetura de inspiração neoclássica, embora deva ser considerado um exemplar de estilo eclético. No primeiro piso encontramos duas janelas quadradas fechadas com gradeamento trabalhado, uma porta, e à extrema direita se encontra a entrada principal, fechada por um belo portão de grade ornamentada que dá acesso a um vão coberto, cuja altura abrange os dois pavimentos, com uma clarabóia ao fundo. Uma passagem à esquerda permite o acesso a uma entrada independente aos fundos, e à direita encontra-se uma elegante escadaria de mármore com guarda-corpo de ferro forjado, levando para o segundo piso, onde fica a entrada nobre da residência.
Ainda na fachada, o segundo pavimento é dominado por um grande frontispício projetado à frente do corpo da casa, com duas grandes aberturas em arco pleno com balaustrada à frente, ladeadas por colunas coríntias e encimadas por um grande frontão de arco rebaixado, arrematado por um grupo escultórico mostrando duas crianças a segurar um escudo com o monograma do proprietário. À direita deste conjunto, um bloco em recuo também com balaustrada e colunas laterais. Arremata a fachada uma platibanda simples. No interior são interessantes a compartimentação interna ainda original e o detalhamento na decoração dos rodapés, roda-forros, portas e outros elementos, bem como a pintura no teto do salão principal.